# 山本左近
山本左近（1982年9月7日—），現任日本眾議院自民黨籍議員，前日本一級方程式賽車手，曾效力伊斯巴尼亞車隊及超級亞久里車隊，愛知縣豐橋市出身。愛知縣立豐橋南高等學校畢業。南山大學綜合政策學部中途退學。

## 經歷

### 一級方程式之前
生於愛知縣豐橋市，1994年開始駕駛卡丁車。於2005年加入KONDO車隊，夥拍隊友片岡龍也，參加日本方程式賽車，第四次比賽中取得首場勝利。2005年日本大獎賽中，左近在該次大獎賽中成為第三車手及測試車手。

### 一級方程式生涯
在2006年的一級方程式賽車錦標賽季進行期間，他獲選進入超級亞久里車隊，成為第三車手。後來取代弗兰克·蒙塔尼，在2006年德國大獎賽開始成為車隊第二車手，並完成餘下的比賽，雖然沒有拿下任何分數，但亦為車隊完成三次比賽。
2007年他仍為超級亞久里車隊測試車手，同年並參加GP2的比賽，他參加的車隊是BCN Competicion，但未能取得任何分數。當2007年歐洲大獎賽比賽過後，世爵車隊宣佈邀請山本成為第二車手，並將於2007年匈牙利大獎賽出場，為車隊完成賽季餘下比賽。
2010年英國站賽事，由於隊友般奴·冼拿攻擊車隊老闆被發現，被車隊罰停賽，山本代替其參賽。在冼拿復出後，代替卡倫·查鐸出賽。

### 政治生涯
2019年代表自民黨參選不分區參議員落選，2021年10月31日當選第49屆日本眾議院議員。

## 外部網站
- 個人官網